# Chantal Malherbe
Chantal Malherbe, est une triathlète française, double championne de France de triathlon, née le 25 juin 1954 dans le 13e arrondissement de Paris et morte le 28 août 2010 à Rueil-Malmaison.

## Palmarès
Le tableau présente les résultats les plus significatifs (podium) obtenus sur le circuit national et international de triathlon depuis 1986.
| Année | Compétition                             | Pays     | Position           | Temps            |
| ----- | --------------------------------------- | -------- | ------------------ | ---------------- |
| 1988  | Embrunman                               | France   | Médaille d'or      | 13 h 14 min 23 s |
| 1987  | Championnats de France de triathlon     | France   | Médaille d'or      | Timing           |
| 1987  | Championnats d'Europe de triathlon 1987 | France   | Médaille de bronze | 2 h 22 min 21 s  |
| 1986  | Championnats de France de triathlon     | France   | Médaille d'or      | Timing           |
| 1986  | Championnats d'Europe moyenne distance  | Belgique | Médaille de bronze | 4 h 40 min 34 s  |